# NGC 4509
NGC 4509 est une galaxie irrégulière magellanique naine située dans la constellation des Chiens de chasse. NGC 4509 a été découverte par l'astronome britannique John Herschel en 1828.

## Caractéristiques
La classe de luminosité de NGC 4509 est I-II et elle présente une large raie HI. Elle renferme également des régions d'hydrogène ionisé.

### Distance
Sa vitesse par rapport au fond diffus cosmologique est de 1 206 ± 20 km/s, ce qui correspond à une distance de Hubble de 17,8 ± 2,9 Mpc (∼58,1 millions d'al).
À ce jour, une mesure non basée sur le décalage vers le rouge (redshift) donne une distance d'environ 10,100 Mpc (∼32,9 millions d'al). Cette valeur est à l'extérieur des valeurs de la distance de Hubble. 
Puisque cette galaxie est relativement rapprochée du Groupe local, cette distance est peut-être plus près de sa distance réelle que la distance de Hubble. Notons que c'est avec la valeur moyenne des mesures indépendantes, lorsqu'elles existent, que la base de données NASA/IPAC calcule le diamètre d'une galaxie.

### Classification
On ne voit aucun bras spiral sur l'image du relevé SDSS. Toutes les sources consultées sauf le site du professeur Seligman classifient cette galaxie comme une spirale, ce qui semble faux. La classification IBm du professeur Seligman convient définitivement mieux à cette galaxie.

## Groupe de NGC 4274 et de NGC 4631
Selon A.M. Garcia, la galaxie NGC 4509 fait partie d'un groupe de galaxies qui compte au moins 19 membres, le groupe de NGC 4274. Les autres membres du New General Catalogue du groupe sont NGC 4020, NGC 4062, NGC 4136, NGC 4173, NGC 4203, NGC 4245, NGC 4251, NGC 4274, NGC 4278, NGC 4283, NGC 4310, NGC 4314, NGC 4359, NGC 4414 et NGC 4525.
D'autre part, Abraham Mahtessian place NGC 4509 dans un groupe de galaxies qui ne compte que cinq membres, le groupe de NGC 4631 avec les galaxies NGC 4395, NGC 4627, NGC 4631 et NGC 4656. Les galaxies NGC 4395, NGC 4631 et NGC 4656 sont par ailleurs placées dans le groupe de NGC 4631 par Garcia, groupe qui renferme 14 galaxies. Comme on peut le constater, les regroupements varient d'un auteur à l'auteur et ils dépendent des critères de proximité employés.